# Къща-църква (Дура Европос)
Църквата в Дура-Европос в Сирия е най-ранната открита църква.
Намира се сред руините на древния град Дура-Европос в днешна Сирия. Очевидно е жилищна къща, преработена за богослужението в периода между 233 и 256 г., когато градът е изоставен на персите. Тя е по-малко известна, по-малка и по-слабо украсена, отколкото съседната ѝ синагога, въпреки че има много други сходства между тях.
Въпреки че съдбата на църковната структура не е известна след окупацията на ИДИЛ, известните стенописи са били свалени след откриването и сега те се съхраняват в художествената галерия на Йейлския университет.

## История
Укрепеният античен град Дура-Европос е разкопан и изследван основно през 1920-те и 1930-те години на френски и американски археолози. Къщата-църква и синагогата се намират до 17-ата фортификационна кула.
Сградата на християнската църква се състои от двор и няколко обособени помещения, като оцелелите стенописи в една стая, оперирала като баптистерий, са вероятно най-древните християнски картини. В „Добрия Пастир“, „Изцеление на паралитика“ и „Христос и Петър ходят по вода“, се считат за най-ранните изображения на Исус Христос.
Една много по-голяма фреска изобразява три жени около голям саркофаг. Тук най-вероятно са изобразени Трите Марии, посещаващи гробницата на Христос. Стенописите на Адам и Ева, а също и Давид и Голиат следват Елинистическата Юдейска иконографска традиция.
Открити са откъси от пергаментни свитъци на иврит, текстовете на които са трудни за превод но Тайхер счита, че са били християнски Евхаристични молитви, тясно свързани с тези на Дидахе и в състояние да запълнят празнотите в Дидахиевия текст.
През 1933 г. са открити фрагменти от текст в градското сметище извън Палмирската порта. Те прдставляват гръцка хармония на Евангелието и са съизмерими с Тациановия Диатесарон, но са независимо от него.
- Добрия Пастир
- Изцеление на паралитика
- Христос и Петър ходят от водата
- Жените при гроба
- Самарянката при кладенеца

## Допълнително четиво
- Weitzmann, Kurt, ed., Age of spirituality : late antique and early Christian art, third to seventh century, nos. 360 (fresco) and 580 (architecture), 1979, Metropolitan Museum of Art, New York, ISBN 978-0-87099-179-0; full text available online from The Metropolitan Museum of Art Libraries
- C H Kraeling, The Christian Building, 1967, Yale University Press
- Clark Hopkins, The Discovery of Dura-Europos, Yale University Press, 1979
- Penny Young, Dura Europos A City for Everyman, Twopenny Press, 2014
- James, S. The Excavations at Dura-Europos. Conducted by Yale University and the French Academy of Inscriptions and Letters, 1928 to 1937. Final Report VII. The Arms and Armour and Other Military Equipment. London, 2004. P. 120 – 121. Fig. 62 No. 415 – 417;